# Stazione di Arezzo Via Chiari
La stazione di Arezzo Via Chiari è una stazione ferroviaria di Arezzo. Si trova lungo la ferrovia Arezzo-Sinalunga, gestita da La Ferroviaria Italiana (LFI).